# François Ignace de Wendel
François Ignace de Wendel (* 23. September 1741 in Thionville, Lothringen; † 2. Mai 1795 in Ilmenau, Thüringen) war ein französischer Industrieller. 

## Leben
Er entstammte der Familie de Wendel, die seit 1704 in der lothringischen Montanindustrie tätig war. 
Nach Besuch der Artillerieschule zu Metz wurde er französischer Artillerieoffizier. 
Wendel erwarb 1779 die Gießereien von Indret bei Nantes, die die Kanonen für die französische Marine produzierten. 1781 gründete er gemeinsam mit William Wilkinson eine Gießerei in Le Creusot (Burgund), durch die sich das kleine Dorf zu einer Industriestadt entwickelte. Die Gießerei wurde 1836 durch die Gebrüder Schneider übernommen, woraus später der Konzern Schneider Electric entstand. Mithilfe von königlichen Geldern entwickelte Wilkinson gemeinsam mit Gabriel Jars ein Gussverfahren, in dem Steinkohlenkoks die bisher verwendete Holzkohle ersetzte. Über dieses Verfahren verfügte bisher nur die englische Industrie. 
Am 12. Mai 1772 heiratete Wendel Cécile du Tertre, mit der er drei Kinder hatte. 1793 wanderte er wegen der Entwicklungen in der Französischen Revolution mit einem seiner Söhne nach Ilmenau in Thüringen aus. Während seiner Ilmenauer Jahre kam es zum Briefwechsel mit Johann Wolfgang von Goethe (der damals Bergbauminister in Sachsen-Weimar-Eisenach war), Johann Karl Wilhelm Voigt und Ernst Christian Wilhelm Ackermann um die Eröffnung eines Hüttenwerks am Grenzhammer im Osten der Stadt. Dazu kam es jedoch nicht, da der inzwischen opiumabhängige Wendel 1795 einen Nervenzusammenbruch erlitt und Selbstmord beging.